# Bandera de l'Uzbekistan
La bandera de l'Uzbekistan, antiga república de l'URSS que va assolir la independència el 1991, es compon de tres franges horitzontals de colors blau, blanc i verd, separades de dos filets vermells.
Al costat esquerre, a la franja blava, hi figura una lluna creixent, símbol de l'islam, la religió majoritària del país, símbol que es pot trobar en moltes banderes de països islàmics. També hi ha dotze estrelles que simbolitzen els dotze mesos de l'any de la independència.

## Construcció i dimensions

Plantilla de construcció de la bandera.

### Colors
El blau recorda el color de la bandera de Tamerlà. Mentre que el blanc simbolitza la puresa i la pau, i la franja verda és el color de l'islam (el 88% de la població és musulmana).

## Altres banderes

Bandera de la República Socialista Soviètica de l'Uzbekistan (1952-1991)